# 航空總軍
航空总军（Kōkū Sōgun）是旧日本帝国的陸軍航空兵，负责在第二次世界大战的最后几个月保护本土免受盟军空袭。空军总军成立于1945年4月，目的是为了更好地协调日本的防空系统，以应对盟军针对日本本土不断加强的空中打击和可能的登陆计划。战争结束后，航空总军被解散。